# Oxidercia megaspila
Oxidercia megaspila är en fjärilsart som beskrevs av Walker 1865. Oxidercia megaspila ingår i släktet Oxidercia och familjen nattflyn. Inga underarter finns listade i Catalogue of Life.